# АЕ Кифисия
АЕ „Кифисия“ (на гръцки: Athlitiki Enosi Kifisia) е гръцки професионален футболен клуб от едноименния град Кифисия.

## История
Основан е през 2012 г. след сливането на „АО Кифисия“ и „АОК Елпидофорос“. Играе домакинските си мачове на стадион „Михалис Критикопулос“, който разполага с капацитет от 4851 места. Основните клубни цветове са синьо и бяло.
Отборът играе в Гръцката суперлига. Най-големите му успехи са финалите за Купата на Гърция през 2011 и 2012, които губи.

## Успехи
- Купа на Гърция:
  - 1/16 финалист (1): 2021/22[1]
- Суперлига 2 (2 дивизия):
  -  Шампион (1): 2022/23
- Гама Етники (4 дивизия):
  -  Шампион (1): 2020/21
- Атина ФСА (4 дивизия):
  -  Шампион (1): 2018/19
- Купа на Атина ФСА:
  -  Носител (3): 1990/91, 2012/13, 2017/18

## Български футболисти
- Илиан Илиев: 2023
- Алекс Петков: 2025....